# Adobe Acrobat
Adobe Acrobat — програмний продукт виробництва Adobe для роботи з PDF-файлами для Windows, macOS, iOS і Android. Входить до складу декількох пакетів, зокрема Adobe Creative Suite, а також розповсюджується окремо у двох редакціях: Acrobat та Acrobat Reader (Adobe Reader).

## Функції
Основною функцією Adobe Acrobat є створення, перегляд і редагування документів формату PDF. Він може імпортувати до PDF популярні формати текстових документів і зображень, а також імпортувати дані зі сканера. Adobe Acrobat використовує стрічковий інтерфейс, подібно як застосунки Microsoft 365, де вміст панелей інструментів можуть налаштовувати самі користувачі. Присутня функція режиму читання, коли більшість елементів, за винятком сторінок, приховуються.
Через особливості PDF-документів, їх неможливо редагувати так само вільно, як звичайні текстові документи. Adobe Acrobat дозволяє вносити зміни в окремі абзаци, текстові блоки чи зображення, видаляти, додавати, переставляти місцями сторінки, об'єднувати і розділяти PDF-файли, порівнювати документи, розпізнавати текст, завіряти документи цифровим підписом, додавати коментарі. Adobe Acrobat не може розділяти сканований розворот книги на окремі сторінки. Також його потужності з розпізнавання тексту поступаються ABBY FineReader.
Версія Adobe Acrobat Reader DC поширюється безкоштовно й дозволяє тільки переглядати PDF-файли, додавати до них нотатки та роздруковувати файли.